# Делукас, Лоуренс Джеймс
Ло́уренс Джеймс Делу́кас (англ. Lawrence James 'Larry' DeLucas; род. 1950) — врач, химик, астронавт США. Совершил один космических полёта на шаттле «Колумбия» по программе STS-50 в 1992 году.

## Личные данные и образование

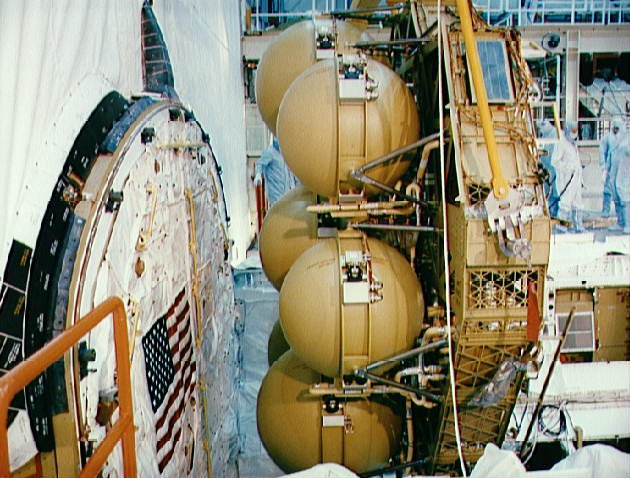
STS-50: перед стартом, монтаж «Спейслэб».

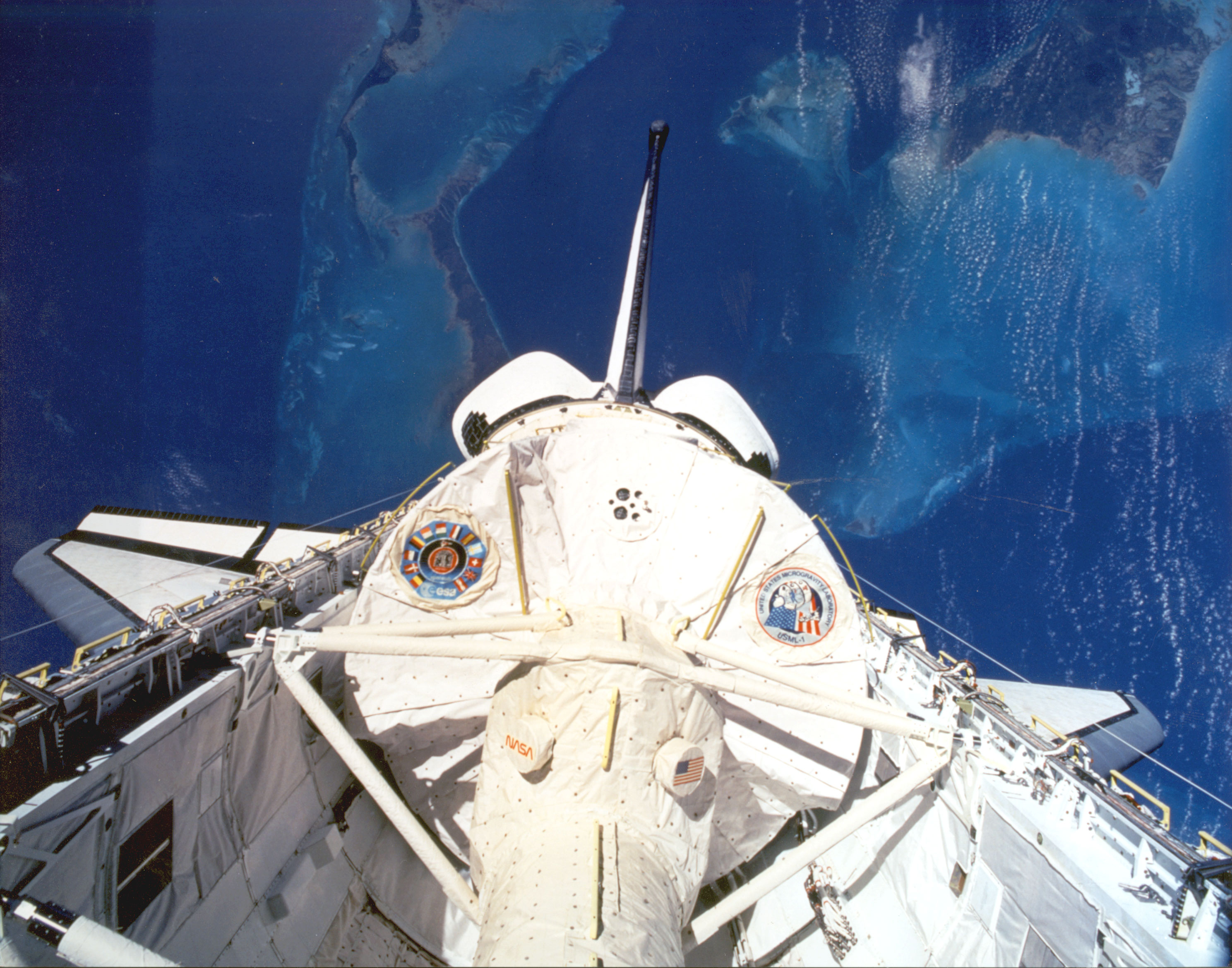
STS-50 — «Спейслэб» в грузовом отсеке.

Лоуренс Делукас родился 11 июля 1950 года в городе Сиракьюс, штата Нью-Йорк, где в 1968 году окончил среднюю школу. В 1972 году получил степень бакалавра наук в области химии в Университете штата Алабама, в городе Бирмингем. В том же Университете в 1974 году получил степень магистра химии, в 1979 году — бакалавра по физиооптике, в 1981 году — доктор наук по оптометрии, 1982 год — доктор наук по биохимии.
Женат на Кэтрин Элизабет Гэстер, у них трое детей: сын Роберт Лауренс (род. 21 апреля 1981 года), сын Джон Стэфэн (род. 19 мая 1987 года) и дочь Кэтрин Бонефилд (род. 08 марта 1983 года). Интересы: баскетбол, подводное плавание (дайвинг), моделирование самолётов, астрономия и чтение..

## До НАСА
С 1983 года консультант Всемирного онкологического Центра (при Университете Алабамы), с 1984 года — профессор материаловедения, с 1989 года — врач-исследователь Всемирного онкологического Центра, с 1988 года — привлекается НАСА для консультаций, с 1990 года — член научно-консультативного Совета НАСА по постановке эксперимента по определению темпа роста кристаллов протеина, с 1990 года — профессор лаборатории медицинской генетики.

## Подготовка к космическим полётам
6 августа 1990 года был призван в группу из четырёх претендентов для участия в полете шаттла с лабораторией «Спейслэб» по программе «Американская микрогравитационная лаборатория—1». 2 мая 1991 года был назначен в полёт шаттла «Колумбия» STS-50, специалистом по полезной нагрузке.

## Полёты в космос
- Первый полёт — STS-50[3], шаттл «Колумбия». Полёт проходил с 25 июня по 9 июля 1992 года, Лоуренс Делукас участвовал в нём в качестве специалиста по полезной нагрузке. Цель полёта — проведение различных физических и медико-биологических экспериментов. Исследования проводились в лабораторном модуле «Спейслэб» в грузовом отсеке корабля. Эксперименты по выращиванию кристаллов проводились в специальной установке многократного использования (Crystal Growth Furnace, CGF), чтобы исследовать кристаллический рост в невесомости. Эта печь способна к автоматической обработке до шести больших образцов при температурах до 1 600 градусов Цельсия. Исследования полимерных мембран (Investigations into Polymer Membrane Processing, IPMP), которые ранее проводили в шести полётах шаттлов, выявили те их качества, что могут быть использованы для улучшения или применения в качестве биофильтров в биомедицинских и промышленных процессах. Продолжительность полёта составила 13 дней 19 часов 30 минут (самый продолжительный полёт шаттла на тот момент)[4].

Общая продолжительность полётов в космос — 13 дней 19 часов 30 минут.

## Публикации
Делукас опубликовал более 60 научных статей в реферируемых научных журналах, является соавтором 2-х книг и 3-х патентов.

## После полётов
Делукас продолжает работать и преподавать в Университете штата Алабама в Бирмингеме: он профессор кафедры оптометрии, заместитель директора Центра по кристаллографии макромолекул при университете.

## Награды и премии
Награждён: Медаль «За космический полёт» (1992).